# Papa Grigore al VI-lea
Papa Grigore al VI-lea (n. 1000, Roma, Statele Papale – d. 1048, Köln, Electoratul de Köln⁠(d)) a fost un papă al Romei. A fost ales papă în mai 1045 dar abdicat în 1046 și a decedat în 1048. 